# Azerbaijan Airlines
 (octobre 2008).
Azerbaijan Airlines  est la compagnie aérienne nationale de l'Azerbaïdjan. Elle assure des vols depuis l'aéroport international Heydar Aliyev de Bakou.

## Histoire
En 1990, l'Azerbaïdjan annonce vouloir créer sa propre compagnie aérienne et qu'il serait indépendant d'Aeroflot, le fournisseur de longue date de services aériens pour les républiques soviétiques. Azerbaijan Airlines (AZAL) a été officiellement créée le 17 août 1992. Son premier président était Vagif Sadykhly.
Formée à partir de la branche régionale d'Aeroflot, Azerbaijan Airlines, également connue sous le nom d'Azerbaïdjan Hava Yollari, a rapidement déployé ses ailes dans le monde en dehors de l'Union soviétique, qui était le domaine exclusif d'Aeroflot. Un itinéraire régulier Bakou- Istanbul a ainsi été lancé en janvier 1991 en partenariat avec Turkish Airlines, et l'entreprise de fret Aviasharg a été créée en coopération avec les Émirats arabes unis. AZAL a hérité d'une énorme flotte d'Aeroflot, comprenant plus de 20 avions de ligne Tupolev de fabrication soviétique, des avions de ligne et des cargos régionaux, 90 avions légers et 50 hélicoptères.

Cependant, la compagnie n'a pas tardé à louer des Boeing 727 qui appartenaient autrefois à la Pan Am (et ont été construits en 1968). AZAL avait un lien importante avec Aviation Leasing Group (ALG), le bailleur américain de ces Boeing 727. Il avait une coentreprise de fret charter transatlantique avec Buffalo Airways d'ALG, qui formait également les équipages d'AZAL aux normes occidentales à Dallas, au Texas.

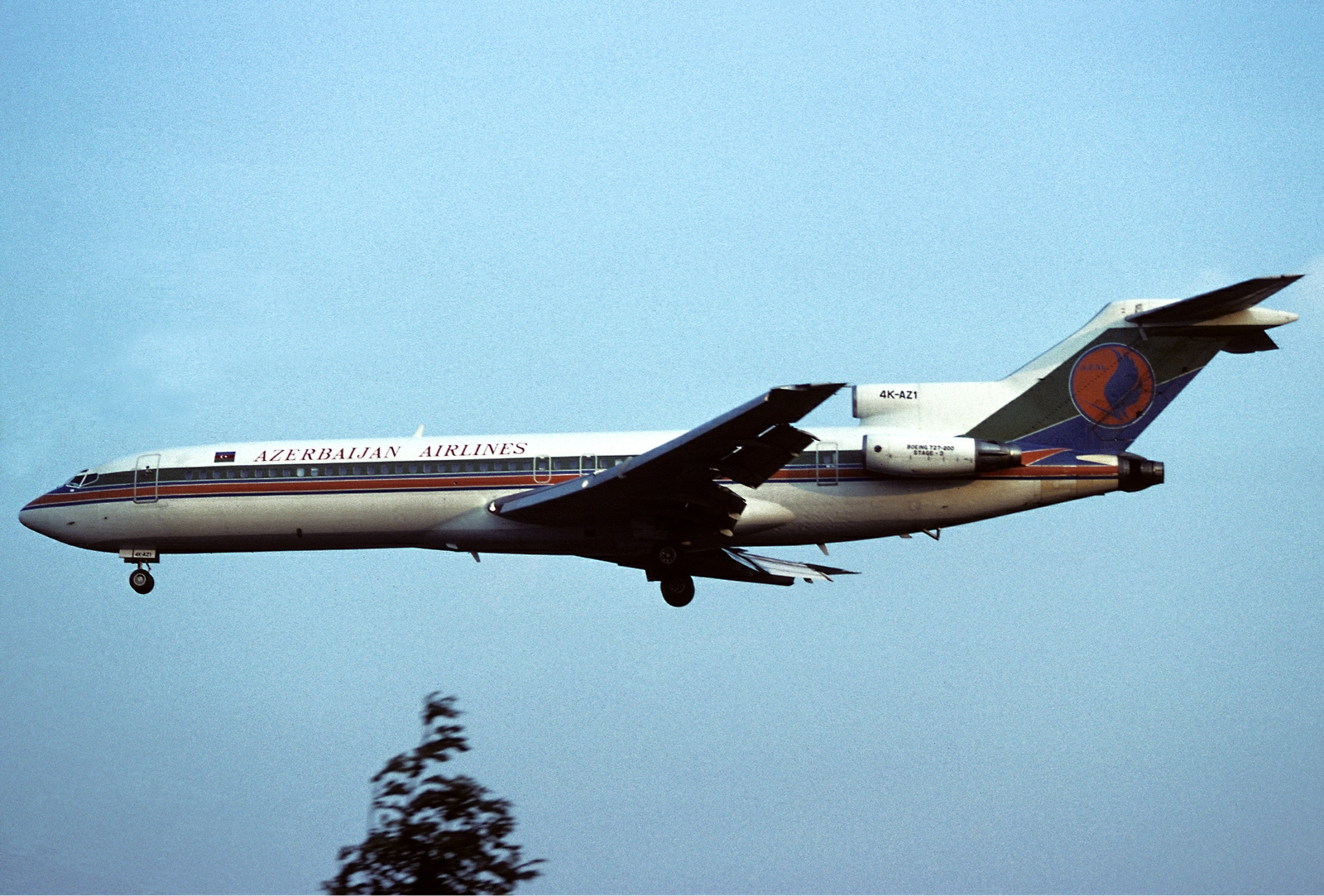
Boeing 727-200.
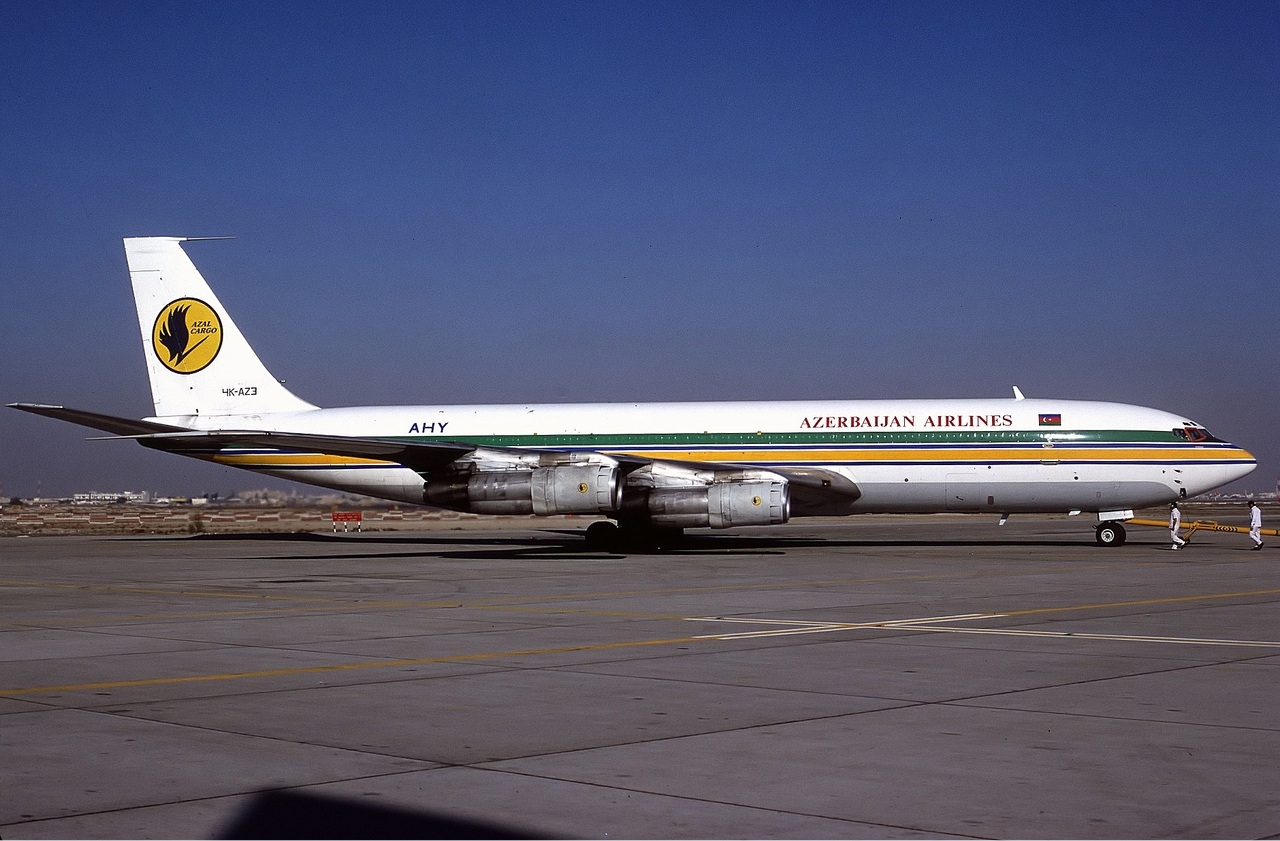
Boeing 707-341C.

En novembre 1994, AZAL a commencé une route vers Dubaï, qui, avec Istanbul, était une source clé de marchandises occidentales. Des vols ont été également ajoutés vers Téhéran, Tel Aviv, Saint-Pétersbourg, Londres et la Chine. Le service vers plusieurs destinations régionales a été suspendu à la mi-1998, en raison de faibles marges et de la nécessité de réparer trois avions Yak-40. À l'exception de quelques grandes villes, les vols vers les pays voisins de la CEI ont été suspendus en janvier 1999 en raison de la dette. Ces itinéraires n'étaient généralement pas non plus rentables et faisaient face à une nouvelle concurrence ferroviaire. Selon l'agence de presse Trend, les vols intérieurs ne représentaient qu'environ 16 % du trafic d'AZAL en 1998.
Le différend frontalier de l'Azerbaïdjan avec l'Arménie au sujet du Haut-Karabagh avait retardé le financement de deux nouveaux Boeing 757 de la US Ex-Im Bank. La garantie de prêt de 66 millions de dollars était la première transaction de l'Ex-Im Bank pour l'Azerbaïdjan, selon Air Transport Intelligence. Le financement était également garanti par le gouvernement azerbaïdjanais et la Banque internationale d'Azerbaïdjan (en). Le département britannique de de garantie des crédits à l'exportation (en) a garanti le financement des moteurs Rolls-Royce, utilisés par les deux Boeing 757. Le premier des 757 a été livré à l'automne 2000. Les avions offraient au transporteur une autonomie, un confort et une efficacité sans précédent sur les liaisons internationales long-courriers. Ils ont également contribué à projeter une image moderne de la compagnie dans le monde. Le deuxième Boeing 757 à être livré est arrivé en décembre, chargé de fournitures médicales en raison d'un récent tremblement de terre en Azerbaïdjan. En janvier 2001, AZAL a utilisé l'un des avions pour commencer à exploiter une liaison Paris- Bakou en collaboration avec Air France.
| - Un Boeing 757 d'Azerbaijan Airlines en 2001. - Un Boeing 767 en 2011, en Allemagne. |

L'Azerbaïdjan, pays à majorité musulmane, a connu une réduction du trafic aérien à la suite des attentats terroristes du 11 septembre contre les États-Unis. Cependant, AZAL a pu rester rentable jusqu'en 2001 et même progresser vers le remboursement de sa dette. La compagnie aérienne était à la recherche de nouveaux avions alors qu'elle retirait ses vieux modèles soviétiques. AZAL a commandé ses premiers hélicoptères de fabrication occidentale en octobre 2002 et en a acheté six pour 52 millions d'euros à Eurocopter. AZAL a utilisé des hélicoptères pour transporter le personnel et l'équipement vers les plates-formes pétrolières de la mer Caspienne.
En juillet 2004, deux des avions de ligne d'AZAL ont été saisis par la Turquie pour une dette de 12 ans due par le ministère azerbaïdjanais de l'Agriculture à une société turque. Le même mois, AZAL a commandé de nouveaux turbopropulseurs Antonov An-140 de 52 passagers de fabrication ukrainienne pour reconstituer sa flotte régionale, en payant environ 36 millions de dollars pour quatre avions.
Le 22 juillet 2010, Boeing et Azerbaijan Airlines ont signé un accord pour remplacer deux avions 737NG (de nouvelle génération) par un 767-300ER  et deux 767 Freighters (cargo). En incluant cette annonce, Azerbaijan Airlines avait un total de huit avions Boeing en commande: deux 767-300ER, deux 767 Freighters, deux 737NG et deux 787-8. En septembre 2010, AZAL a annulé une commande pour les deux 737NG restants.

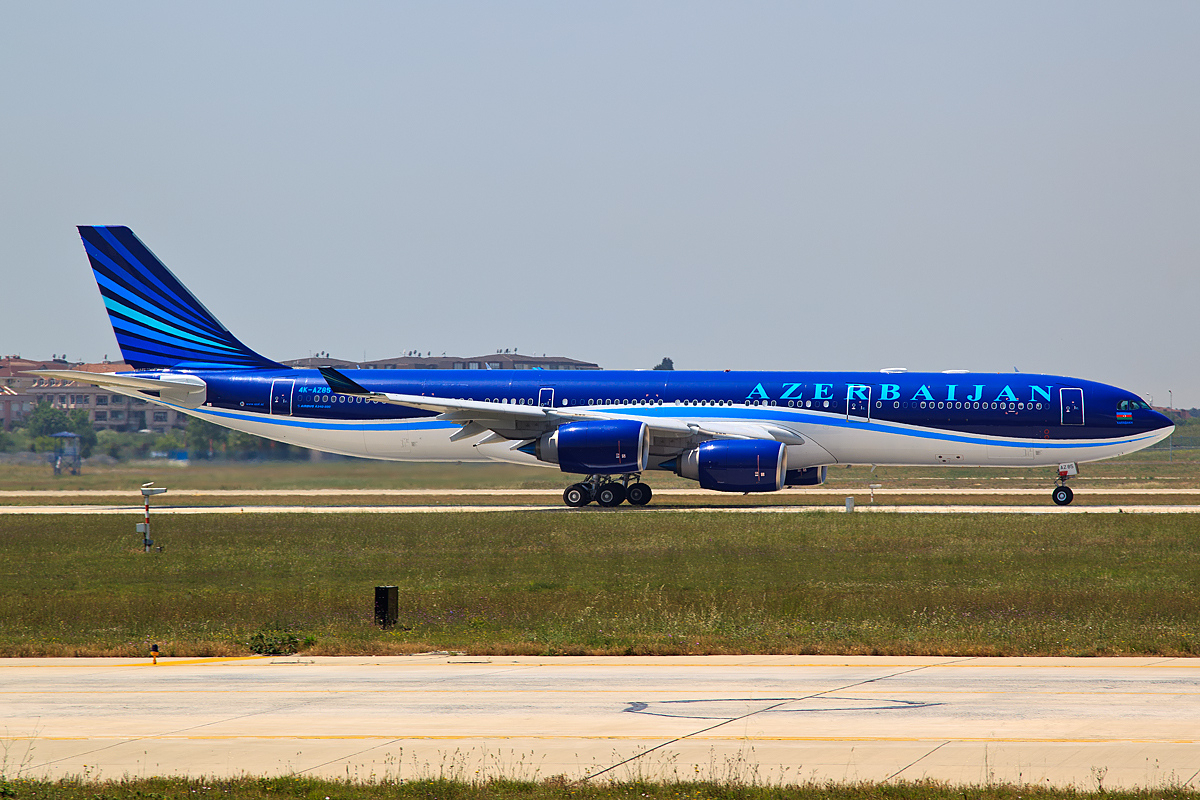
Airbus A340-542 d'Azerbaijan Airlines, immatriculé 4K-AZ85, à l'aéroport Atatürk d'Istanbul.

Les 23 et 24 décembre 2014, Azerbaijan Airlines a pris livraison des 2 Boeing 787 Dreamliners qu'elle avait en commande. La compagnie aérienne a également lancé son produit Premium Economy avec l'introduction du 787.
Le 12 novembre 2017, Boeing a conclu un accord pour vendre cinq 787-8 à Azerbaijan Airlines, pour une commande évaluée à environ 1,9 milliard de dollars au prix catalogue.
Le 24 décembre 2024, un Embraer 190 de la flotte de la compagnie assurant la liaison entre Bakou et Grozny s'écrase au Kazakhstan avec 62 passagers et 5 membres d'équipage à son bord. 35 décès sont à déplorer.

## Destinations

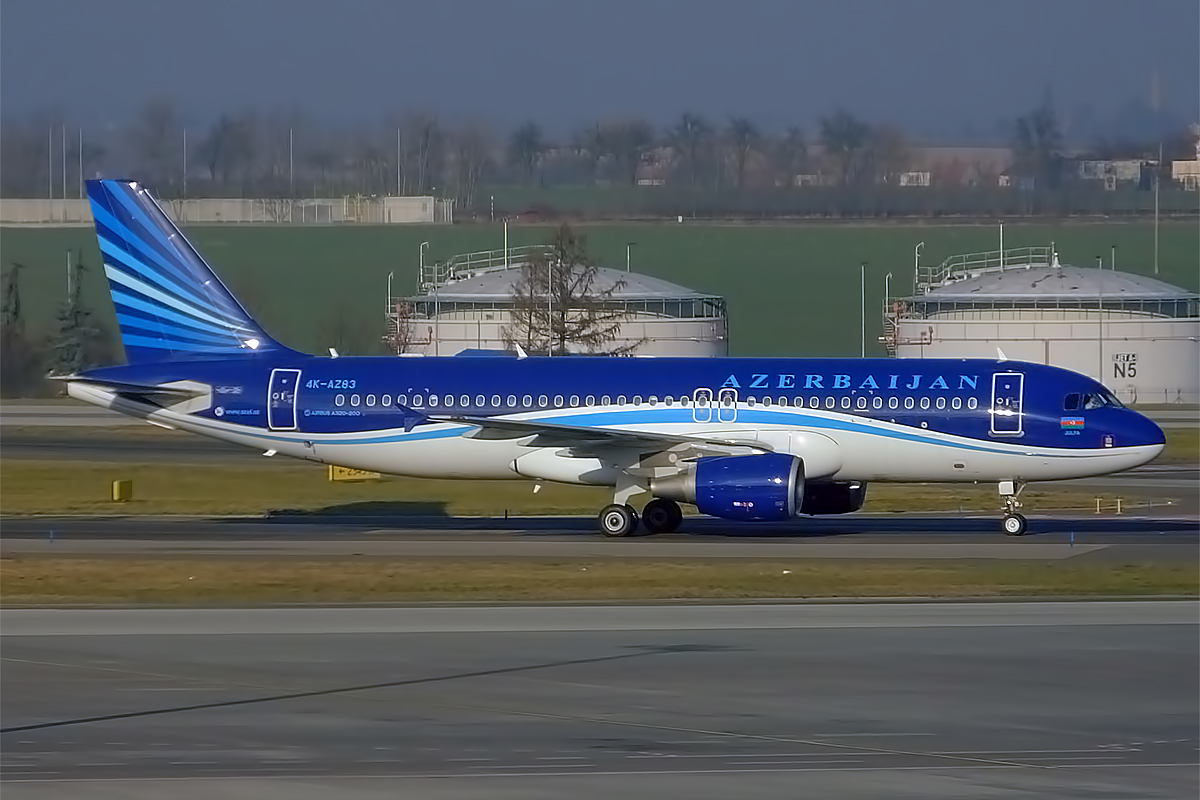
Airbus A320-214 d'Azerbaijan Airlines.

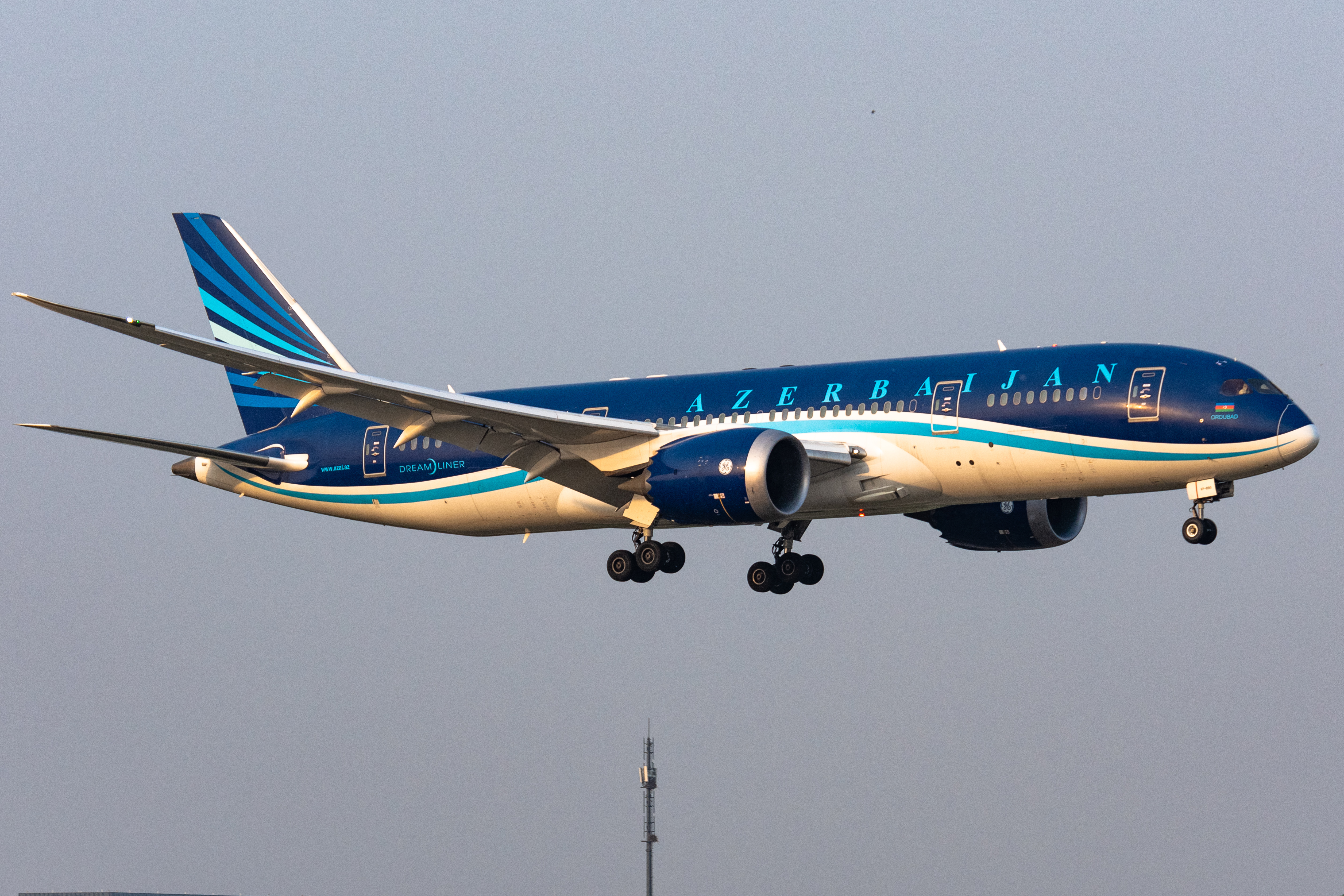
Boeing 787-8 d'Azerbaijan Airlines, en phase d'atterrissage.

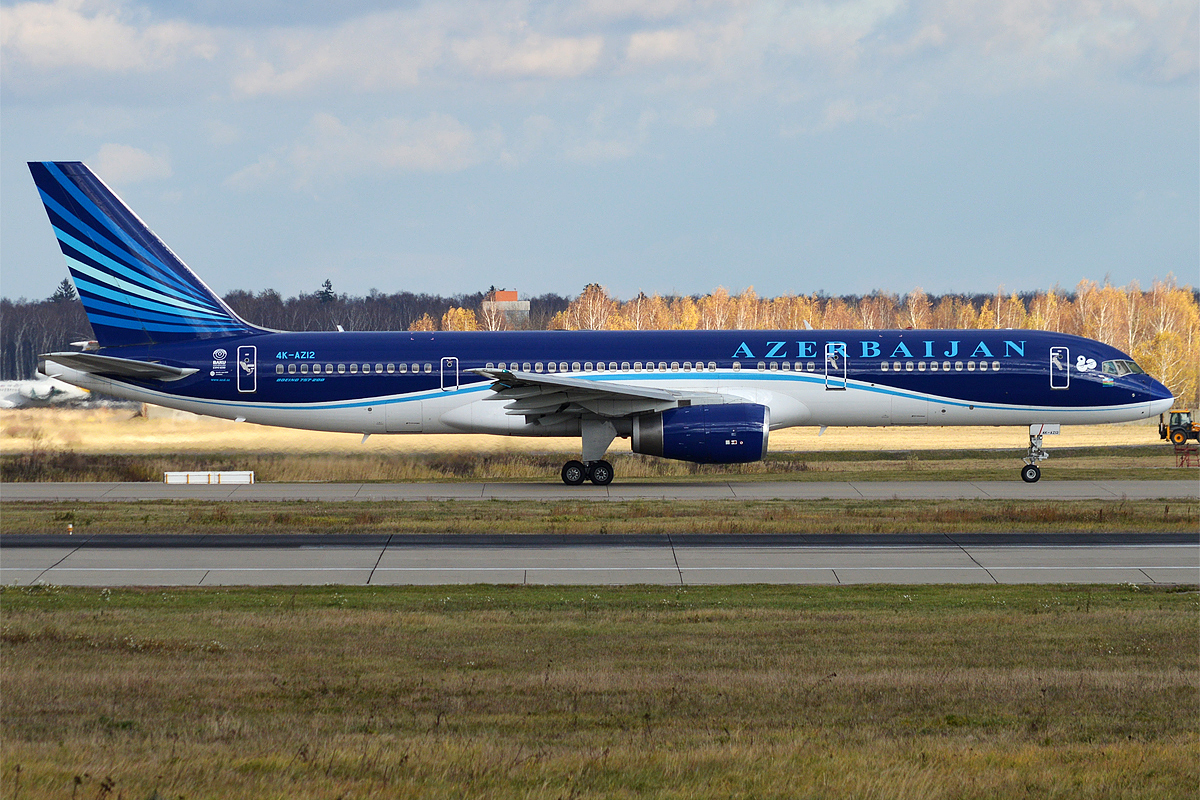
Boeing 757-200 d'Azerbaijan Airlines.

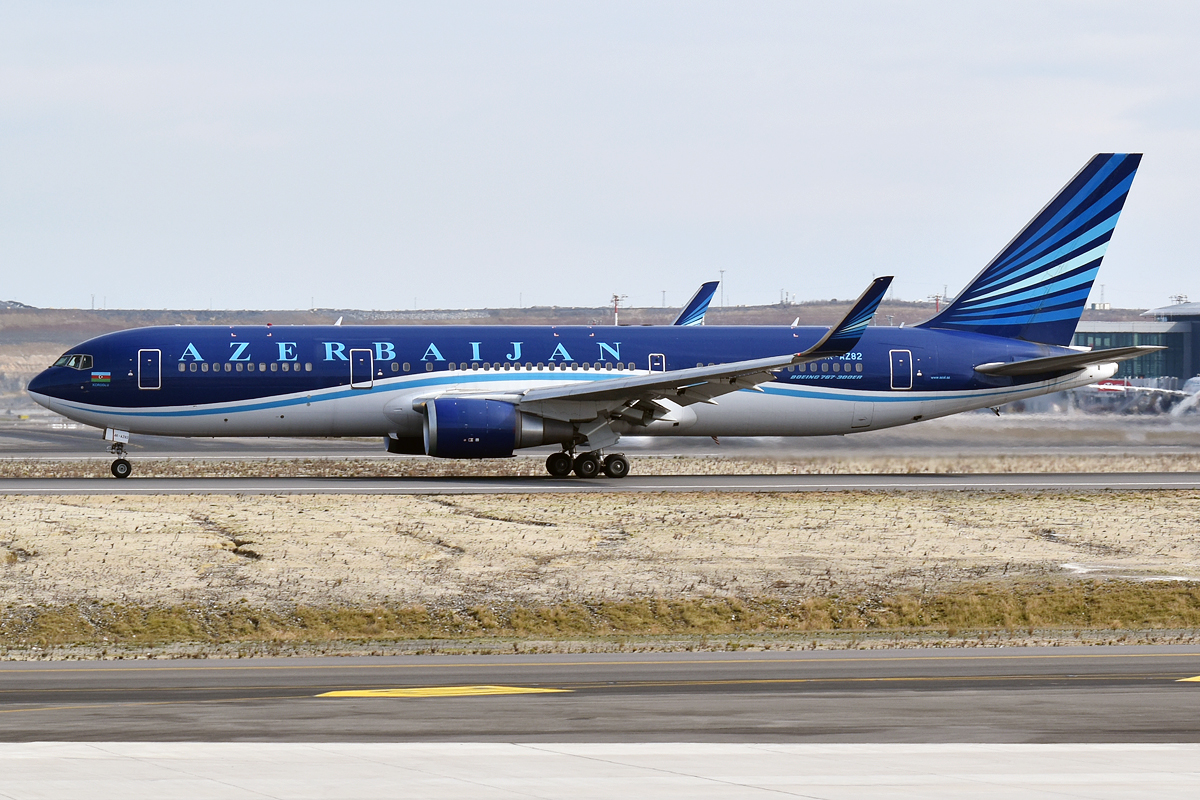
Boeing 767-300 d'Azerbaijan Airlines.

| Pays        | Ville                 | Aéroport                                             | Note        |
| ----------- | --------------------- | ---------------------------------------------------- | ----------- |
| Allemagne   | Francfort-sur-le-Main | Aéroport de Francfort                                |             |
| Angleterre  | Londres               | Aéroport de Londres-Heathrow                         |             |
| Autriche    | Vienne                | Aéroport de Vienne-Schwechat                         |             |
| Azerbaïdjan | Gandja                | Aéroport international de Gandja                     |             |
| Azerbaïdjan | Bakou                 | Aéroport international Heydar Aliyev de Bakou        | Hub         |
| Azerbaïdjan | Lankaran              | Aéroport international de Lankaran                   |             |
| Azerbaïdjan | Nakhitchevan          | Aéroport de Nakhitchevan                             |             |
| Azerbaïdjan | Qabala                | Aéroport de Qabala                                   |             |
| Azerbaïdjan | Zaqatala              | Aéroport de Zaqatala                                 |             |
| Biélorussie | Minsk                 | Aéroport international de Minsk                      |             |
| Chine       | Pékin                 | Aéroport international de Pékin                      |             |
| Chine       | Ürümqi                | Aéroport international d'Ürümqi Diwopu               |             |
| Croatie     | Split                 | Aéroport de Split                                    | Saisonnière |
| France      | Paris                 | Aéroport de Paris-Charles de Gaulle                  |             |
| Géorgie     | Tbilissi              | Aéroport international de Tbilissi                   |             |
| Grèce       | Athènes               | Aéroport international d'Hellinikon                  | Terminé     |
| Inde        | Delhi                 | Aéroport international Indira-Gandhi                 |             |
| Iran        | Ardabil               | Aéroport d'Ardabil                                   | Terminé     |
| Iran        | Mashhad               | Aéroport international de Mashhad                    | Terminé     |
| Iran        | Tabriz                | Aéroport international de Tabriz                     | Terminé     |
| Iran        | Téhéran               | Aéroport international Imam Khomeini                 | Terminé     |
| Israël      | Tel Aviv              | Aéroport international de Tel Aviv-David Ben Gourion |             |
| Italie      | Milan                 | Aéroport de Milan-Malpensa                           |             |
| Italie      | Rome                  | Aéroport de Rome-Fiumicino                           |             |
| Kazakhstan  | Aktaou                | Aéroport international d'Aktaou                      |             |
| Kyrgyzstan  | Bichkek               | Aéroport international de Manas                      |             |
| Turquie     | Istanbul              | Aéroport d'Istanbul                                  |             |
| États-Unis  | New York              | Aéroport international de New York - John-F.-Kennedy |             |

## Flotte

### Flotte actuelle
En janvier 2023, la compagnie exploite les appareils suivants, :

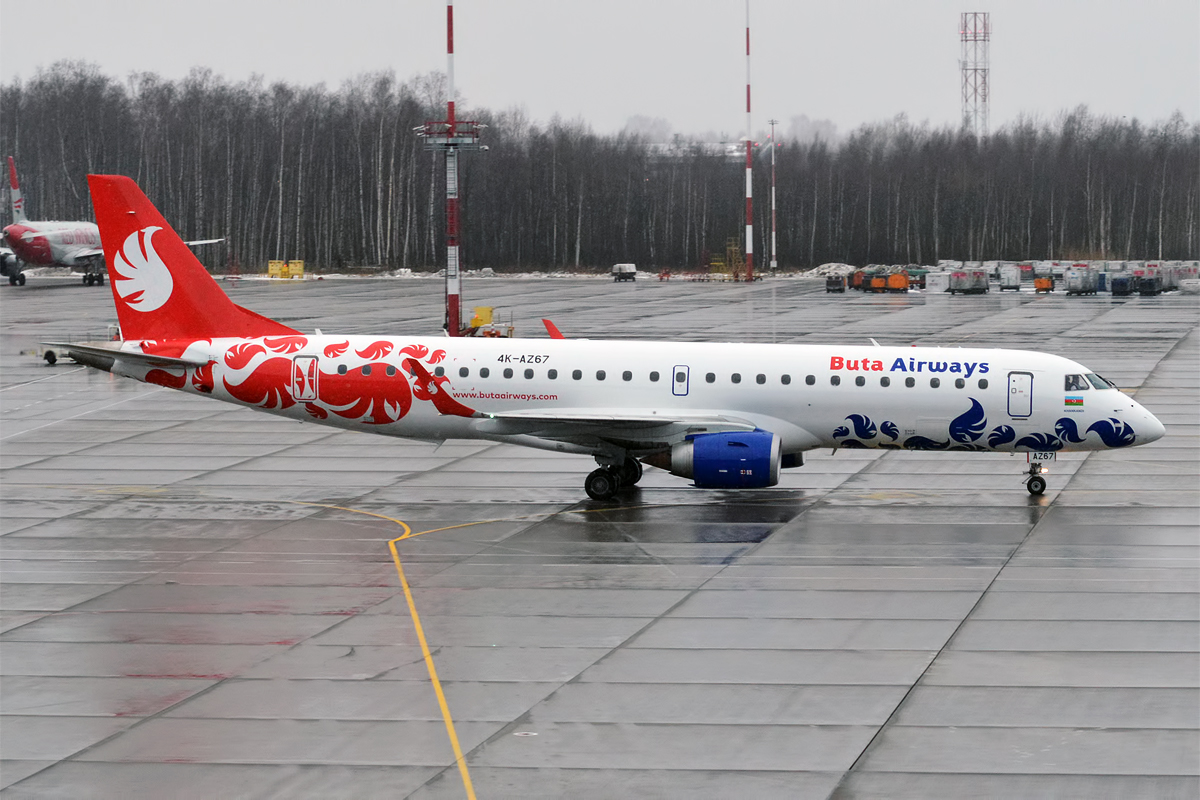
Un ancien Embraer ERJ-190AR d'Azerbaijan Airlines, désormais opérant pour sa filiale Buta Airways

| Avion            | En service | En commande | Passagers | Passagers | Passagers | Passagers | Notes                                               |
| Avion            | En service | En commande | C         | Y+        | Y         | Total     | Notes                                               |
| ---------------- | ---------- | ----------- | --------- | --------- | --------- | --------- | --------------------------------------------------- |
| Airbus A319-100  | 3          | —           | 24        | —         | 90        | 114       |                                                     |
| Airbus A320-200  | 10         | —           | 20        | —         | 126       | 146       |                                                     |
| Airbus A320neo   | 3          | 12          | —         | —         | 186       | 186       |                                                     |
| Airbus A321neo   | —          | 12          | TBA       | TBA       | TBA       | TBA       |                                                     |
| Airbus A340-500  | 2          | —           | 36        | —         | 201       | 237       | Dernière compagnie aérienne au monde à l'exploiter. |
| Boeing 757-200   | 4          | —           | 22        | —         | 158       | 180       |                                                     |
| Boeing 767-300ER | 2          | —           | 22        | —         | 176       | 198       |                                                     |
| Boeing 787-8     | 2          | 12          | 18        | 35        | 157       | 210       |                                                     |
| Embraer 190      | 8          | —           | —         | —         | 106       | 106       |                                                     |
| Flotte VIP       |            |             |           |           |           |           |                                                     |
| Airbus ACJ319    | 1          | —           | VIP       | VIP       | VIP       | VIP       |                                                     |
| Airbus ACJ320    | 1          | —           | VIP       | VIP       | VIP       | VIP       |                                                     |
| Airbus A340-600  | 1          | —           | VIP       | VIP       | VIP       | VIP       |                                                     |
| Boeing 767-300ER | 1          | —           | VIP       | VIP       | VIP       | VIP       |                                                     |
| Boeing 777-200LR | 1          | —           | VIP       | VIP       | VIP       | VIP       | [ 9 ]                                               |
| Total            | 38         | 24          |           |           |           |           |                                                     |

### Ancienne flotte
Azerbaïdjan Airlines exploitait principalement le Tupolev Tu-154 jusqu'à ce qu'il soit retiré en 2013. Tous les aéronefs que la compagnie a exploités sont énumérés ci-dessous :
| Avion            | Total | Introduit | Retiré | Notes                                                             |  |
| ---------------- | ----- | --------- | ------ | ----------------------------------------------------------------- |  |
| ATR 42-500       | 2     | 2007      | 2013   |                                                                   |  |
| ATR 72-200       | 4     | 2007      | 2013   |                                                                   |  |
| Boeing 707-300   | 6     | 1994      | 1998   |                                                                   |  |
| Boeing 727-200   | 6     | 1993      | 2004   | Un est actuellement stocké.                                       |  |
| Canadair CL-44   | 2     | 1997      | 1998   |                                                                   |  |
| Embraer 170      | 1     | 2013      | 2017   | Transféré à une filiale en propriété exclusive Buta Airways       |  |
| Embraer 190      | 6     | 2013      | 2017   | Transféré à une filiale en propriété exclusive Buta Airways       |  |
| Iliouchine Il-76 | 7     | 1993      | 2004   | Un avion stocké à l'aéroport international Heydar Aliyev de Bakou |  |
| Tupolev Tu-134   | 21    | 1993      | 2003   |                                                                   |  |
| Tupolev Tu-134   | 1     | 1993      | 2003   | Fonctionne toujours pour le gouvernement azerbaïdjanais.          |  |
| Tupolev Tu-134   | 1     | 1993      | 1995   | S'est crashé (Azerbaijan Airlines Vol 56 (en))                    |  |
| Tupolev Tu-154M  | 31    | 1991      | 2013   |                                                                   |  |
| Tupolev Tu-154M  | 1     | 1991      | 2013   | Fonctionne toujours pour le gouvernement azerbaïdjanais.          |  |

## Partenariat
Voici la liste des partenaires aériens :
| - American Airlines - Alitalia - Air France - Saudia - El Al - British Airways - Imair Airlines - Iran Air - Hahn Air - Belavia - S7 Airlines - Emirates - Rossiya Russian Airlines - Pakistan International Airlines - Lufthansa - JetBlue - Turkish Airlines - Austrian - Turan Air - Ukraine International Airlines - Air Niugini - Korean Air - Aero Asia - Air Blue - Atlas International Airways | - Qatar Airways - Hainan Airlines - Air Baltic - Air Moldova - Air Scat - Czech Airlines - China Southern Airlines - Tavrey - UM Airlines - SAS, Scandinavian Airlines System - UTair - Blue Panorama Airlines - Air Company Polet - LOT Polish Airlines - Royal Jordanian - KLM Royal Dutch Airlines - Etihad Airways - Uzbekistan Airways |